# Milton F. Weber
Milton F. Weber   (Graz, 30 de maig de 1910 - Evanston, 29 d'octubre de 1968) Milton Franklin Weber va ser un violinista, fou director d'orquestra i pedagog musical nord-americà d'origen austríac.

## Biografia
Nascut Alois Weber, li van donar el cognom Gogg per adopció, però després d'emigrar als EUA es va anomenar Milton Franklin Weber. Weber va rebre la seva formació musical al Conservatori de Graz (1928–1934), entre altres asignaures, amb Hermann von Schmeidel, i després hi va treballar com a professor. També va ser actiu com a solista i director. Casat amb una dona jueva, va haver d'emigrar via Itàlia als EUA després de l'ocupació d'Àustria per la Wehrmacht alemanya.
Després del servei militar i estudis universitaris, Weber va ser nomenat professor el 1947, primer al Carroll College de Waukesha (Wisconsin) i el 1962 a la Universitat de Wisconsin-Milwaukee. A Waukesha va fundar una orquestra simfònica (1947) que va guanyar una àmplia reputació. El 1957, Weber també es va convertir en director del projecte "Music for Youth a Milwaukee", que va desenvolupar amb gran èxit. El 1966 va renunciar a tots els seus càrrecs a Wisconsin i es va traslladar a Nevada abans de ser nomenat professor de direcció al "College of Performing Arts" de la Universitat Roosevelt de Chicago el 1967. No obstant això, només un any després, Milton Weber va morir d'una embòlia pulmonar als 58 anys.